# Stiphropus scutatus
Stiphropus scutatus là một loài nhện trong họ Thomisidae.
Loài này thuộc chi Stiphropus. Stiphropus scutatus được George Newbold Lawrence miêu tả năm 1927.